# Edstjärnen, Dalarna
Edstjärnen är en sjö i Gagnefs kommun i Dalarna och ingår i Dalälvens huvudavrinningsområde. Sjön har en area på 0,178 kvadratkilometer och ligger 164,3 meter över havet.
Vid Edstjärnen har Edstjärns Idrottsklubb sitt säte. Varje år genomför cirka 100 personer loppet Flosjön-Edstjärn som har sin målgång vid Edstjärnens norra ände.

## Delavrinningsområde
Edstjärnen ingår i det delavrinningsområde (671715-146013) som SMHI kallar för Utloppet av Edstjärnen. Medelhöjden är 197 meter över havet och ytan är 1,88 kvadratkilometer. Det finns inga avrinningsområden uppströms utan avrinningsområdet är högsta punkten. Vattendraget som avvattnar avrinningsområdet har biflödesordning 2, vilket innebär att vattnet flödar genom totalt 2 vattendrag innan det når havet efter 245 kilometer. Avrinningsområdet består mestadels av skog (30 procent), öppen mark (18 procent) och jordbruk (30 procent). Avrinningsområdet har 0,17 kvadratkilometer vattenytor vilket ger det en sjöprocent på 9 procent. Bebyggelsen i området täcker en yta av 0,08 kvadratkilometer eller 4 procent av avrinningsområdet.